# Deutsche Cadre-47/2-Meisterschaft 1966/67

Veranstaltungsort: Unna

Die Deutsche Cadre-47/2-Meisterschaft 1966/67 ist eine Billard-Turnierserie und fand vom 15. bis zum 18. Dezember 1966 in Unna zum 40. Mal statt.

## Geschichte
Knapp vermied der Titelverteidiger Siegfried Spielmann eine Niederlage gegen den Berliner Dieter Müller. Im entscheidenden letzten Spiel der beiden gegeneinander ging Müller mit einer 210er Serie klar in Führung. Aber Spielmann ließ sich nicht aus seiner bekannten Ruhe bringen und drehte das Spiel noch. Mit seinem Generaldurchschnitt (GD) von 50,00 stellte er bei dieser Meisterschaft einen neuen deutschen Rekord auf. Platz drei sicherte sich der Essener Norbert Witte. Leider liegen von diesem Turnier keine Ergebnisse der beiden Vorrundengruppen vor. Somit ist nur das Endklassement bekannt.

## Turniermodus
Zunächst wurden zwei Ausscheidungsrunden im Round-Robin-System bis 400 Punkte mit Nachstoß gespielt. Der Letzte jeder Gruppe schied aus. Dann wurde eine Endrundengruppe gespielt bei der jeder Spieler gegen die Gruppenbesten der jeweils anderen Gruppe spielte. Die Spiele gegen die ausgeschiedenen Spieler kamen hierbei mit in die Wertung.
1. MP = Matchpunkte
2. GD = Generaldurchschnitt
3. HS = Höchstserie

## Abschlusstabelle
| MP    | Match Points (Sieger = 2; Unentschieden = 1; Verlierer = 0) |
| Pkte. | Erzielte Karambolagen                                       |
| Aufn. | Benötigte Versuche                                          |
| GD    | Generaldurchschnitt                                         |
| BED   | Bester Einzeldurchschnitt eines Spielers                    |
| HS    | Höchstserie                                                 |
|       | Bester GD des Turniers                                      |
|       | Bester ED des Turniers                                      |
|       | Beste HS des Turniers                                       |
|       | 1. Platz (Gold)                                             |
|       | 2. Platz (Silber)                                           |
|       | 3. Platz (Bronze)                                           |

| Klassement                 | Klassement                               | Klassement | Klassement | Klassement | Klassement | Klassement | Klassement |
| Platz                      | Name                                     | MP         | Pkte.      | Aufn.      | GD         | BED        | HS         |
| -------------------------- | ---------------------------------------- | ---------- | ---------- | ---------- | ---------- | ---------- | ---------- |
| 1                          | Siegfried Spielmann (Düsseldorf)         | 16:0       | 3200       | 64         | 50,00      | 100,00     | 283        |
| 2                          | Dieter Müller (Berlin)                   | 14:2       | 3114       | 104        | 29,94      | 66,66      | 262        |
| 3                          | Norbert Witte (Essen)                    | 10:6       | 2588       | 96         | 26,95      | 57,14      | 153        |
| 4                          | Matthias Metzemacher (Bergisch Gladbach) | 10:6       | 2918       | 125        | 23,34      | 44,44      | 138        |
| 5                          | Günter Siebert (Unna)                    | 8:8        | 2741       | 136        | 20,15      | 33,33      | 169        |
| 6                          | Hartmut Burwig (Berlin)                  | 6:10       | 2523       | 99         | 25,48      | 40,00      | 136        |
| 7                          | Peter Sporer (München)                   | 6:10       | 2103       | 132        | 15,93      | 22,22      | 106        |
| 8                          | Rudolf Apelt (Berlin)                    | 2:14       | 1754       | 141        | 12,43      | 11,42      | 115        |
| 9                          | Dieter Wirtz (Düsseldorf)                | 0:8        | 676        | 60         | 11,26      | –          | 95         |
| 10                         | Walter Mühlan (Dortmund)                 | 0:8        | 797        | 92         | 8,66       | –          | 67         |
| Turnierdurchschnitt: 21,36 |                                          |            |            |            |            |            |            |